# William C. Campbell
William Cecil Campbell, irsko-ameriški biokemik, parazitolog in akademik, nobelovec, * 28. junij 1930, Ramelton, County Donegal, Irska.
Znan je predvsem po svoji vlogi pri razvoju zdravila avermektin in njegovega derivata ivermektin, ki se je izkazalo za zelo učinkovito proti okužbam z zajedavskimi glistami in je zdaj del seznama osnovnih zdravil Svetovne zdravstvene organizacije, množično uporabljan za boj proti rečni slepoti in limfatični filariazi. Za ta dosežek si je z Japoncem Satošijem Omuro leta 2015 razdelil polovico Nobelove nagrade za fiziologijo ali medicino (drugo polovico je prejela Kitajka Joujou Tu za razvoj zdravila proti malariji). Je šele drugi Irec, ki je prejel Nobelovo nagrado za znanost, za Ernestom Waltonom.

## Življenje in delo
Odraščal je v kraju Ramelton na skrajnem severu Irske, v družini trgovca s kmetijskimi pripomočki. Oče mu je omogočil dobro šolanje, z dodatno pomočjo poklicne tutorke in nato na Kolidžu svete Trojice, kjer ga je mentor, profesor Desmond Smyth usmeril v parazitologijo. Po končanem študiju leta 1952 mu je uredil doktorsko usposabljanje na Univerzi Wisconsina v ZDA, kamor se je Campbell preselil in doktoriral leta 1957.
Po doktoratu se je zaposlil pri farmacevtskem podjetju Merck & Co., natančneje v njihovem Inštitutu za terapevtske raziskave, kjer je deloval več kot 30 let, od tega med letoma 1984 in 1990 kot višji raziskovalec ter direktor programa za raziskave in razvoj analiz. Konec 1970. let je imel vodilno vlogo v programu raziskav in kemične modifikacije razreda učinkovin avermektinov, ki ga je pred tem odkril Omura v bakterijah iz rodu Streptomyces, ki živijo v tleh. Izkazalo se je, da gre za antiparazitike s širokim spektrom delovanja. Leta 1980 je s sodelavci objavil poročilo o derivatu, učinkovini ivermektinu z visoko učinkovitostjo proti vrsti živalskih zajedavcev. Novost je zaradi uporabnosti v veterini prinesla podjetju Merck & Co. velik dobiček, Cambpell pa je vodilne prepričal, da so dali leta 1987 zdravilo v brezplačno uporabo za ljudi. Svetovna zdravstvena organizacija ga je tako pričela množično uporabljati za boj proti boleznim, ki jih povzročajo zajedavske gliste v revnih tropskih predelih sveta in drastično zmanjšala pojavnost nekaterih najhujših in najbolj razširjenih, kot sta limfna filariaza in rečna slepota, pri slednji v tolikšni meri, da je danes v več endemnih predelih že skoraj iztrebljena.
Leta 1990 se je upokojil kot raziskovalec pri Mercku in se pridružil programu za upokojene raziskovalce iz industrije na Univerzi Drew v Madisonu (New Jersey), kjer ima zdaj častni položaj. Z ženo živi v kraju North Andover (Massachusetts), kjer prosti čas posveča veslanju, namiznemu tenisu, poeziji in slikanju. Je izpričan kristjan.

## Priznanja
Uvedba ivermektina velja danes za eno velikih prelomnic v javnem zdravju, ki ga nekateri primerjajo z uvedbo penicilina. Za svojo vlogo pri razvoju je bil Campbell leta 2002 sprejet za člana Nacionalne akademije znanosti ZDA, Kolidž Trinity, kjer je diplomiral, pa mu je leta 2012 podelil častni doktorat. S Satošijem Omuro in Joujou Tu je leta 2015 prejel Nobelovo nagrado za fiziologijo ali medicino, za prispevek v boju proti zajedavskim boleznim.